# 深井駅
深井駅（ふかいえき）は、大阪府堺市中区深井沢町にある、南海電気鉄道泉北線の駅。駅番号はNK88。

## 概要
中区にある唯一の駅。駅周辺は大型の冠婚葬祭施設が集積していて飲食店や美容室、パチンコ店などが多い。
区間急行以下の種別が停車するが、2015年（平成27年）12月5日より運行を開始した特急「泉北ライナー」は泉北線（当時は泉北高速鉄道）の単独駅としては唯一の通過駅となった。

## 歴史
計画当初は同駅設置の予定がなかったが、府営八田荘住宅へのアクセスを確保すべきとの要望があり、駅前の整備を堺市が行うとの条件で駅が設置された。

### 年表
- 1971年（昭和46年）4月1日：開業。同線中百舌鳥駅 - 泉ケ丘駅間の開業当初から営業。
- 1982年（昭和57年）10月8日：駅高架下にショッピングゾーン「深井プラザ」が開業[2]。
- 2022年（令和4年）3月26日：向谷実作曲の発車メロディーが使用開始される[3]。
- 2025年（令和7年）4月1日：泉北高速鉄道が南海電気鉄道への吸収合併に伴い、南海電気鉄道泉北線の駅となる[4]。同時に駅番号をSB02からNK88に変更[4]。

### 駅名の由来
駅名である「深井」は奈良時代の僧侶である行基が「人々のために深い井戸を掘った」という言い伝えから駅周辺の地域の地名となり、それが駅名となった。

## 駅構造

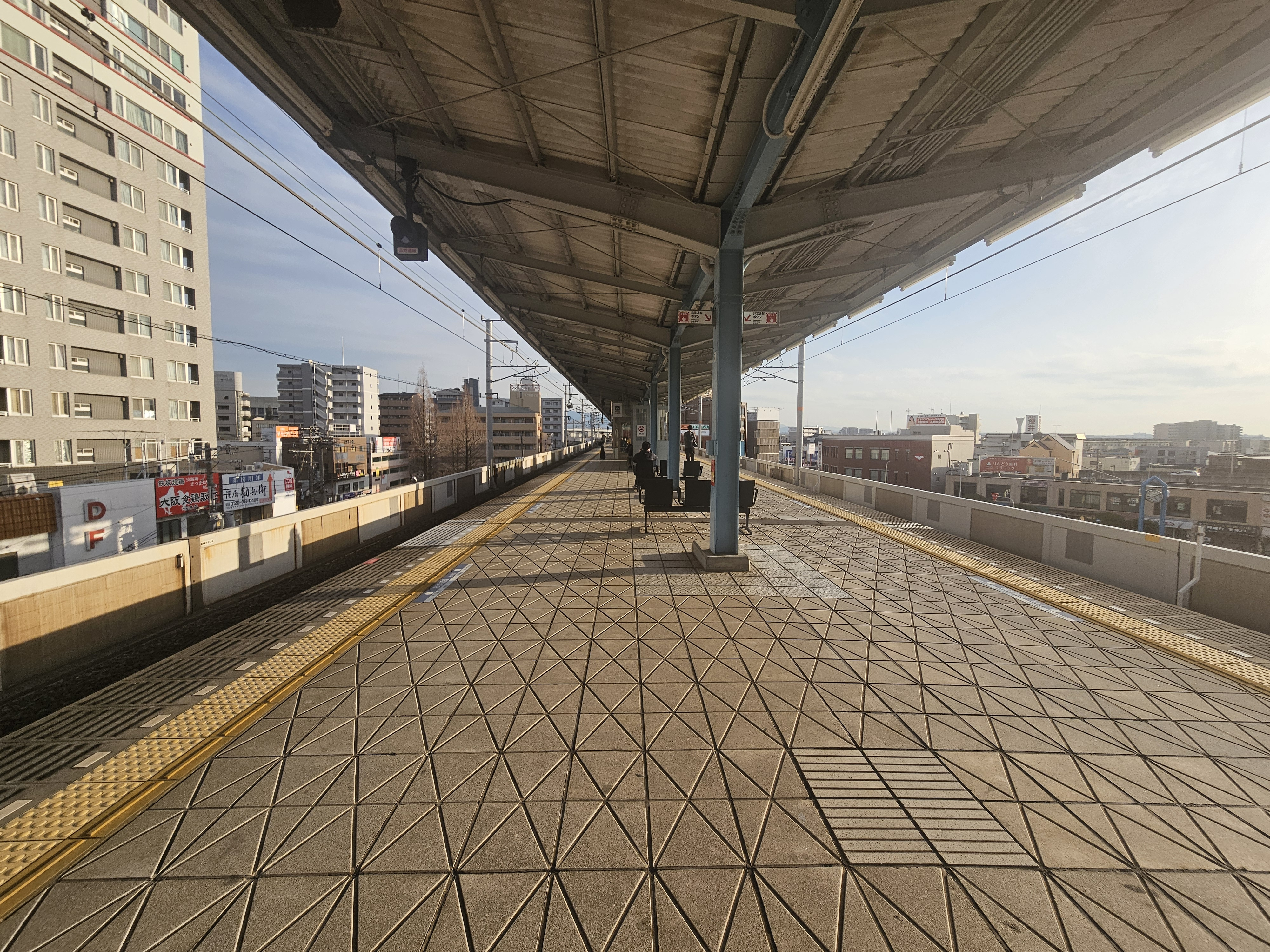
プラットホーム（2025年3月）
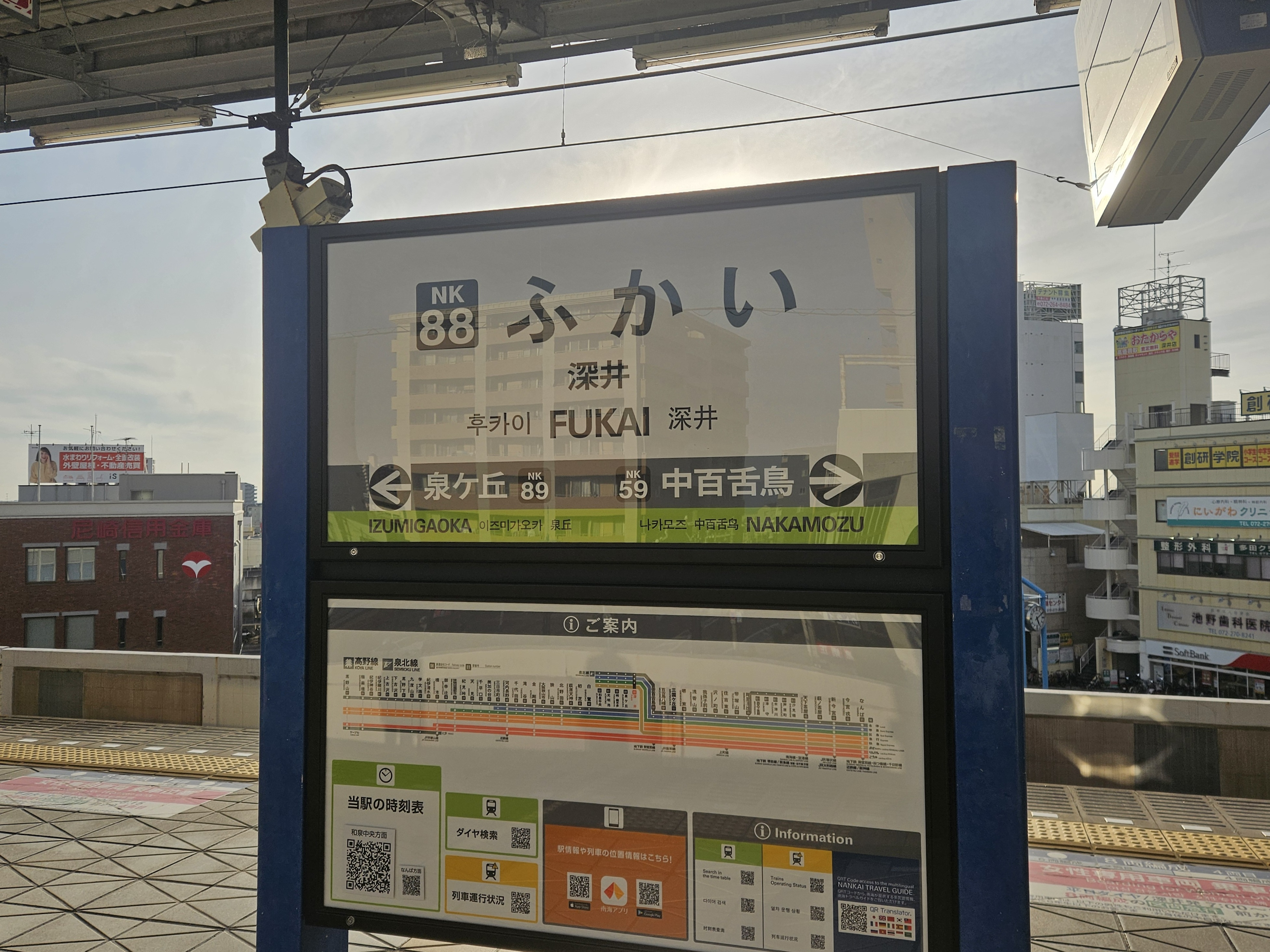
南海電鉄合併後の駅名標（2025年3月）
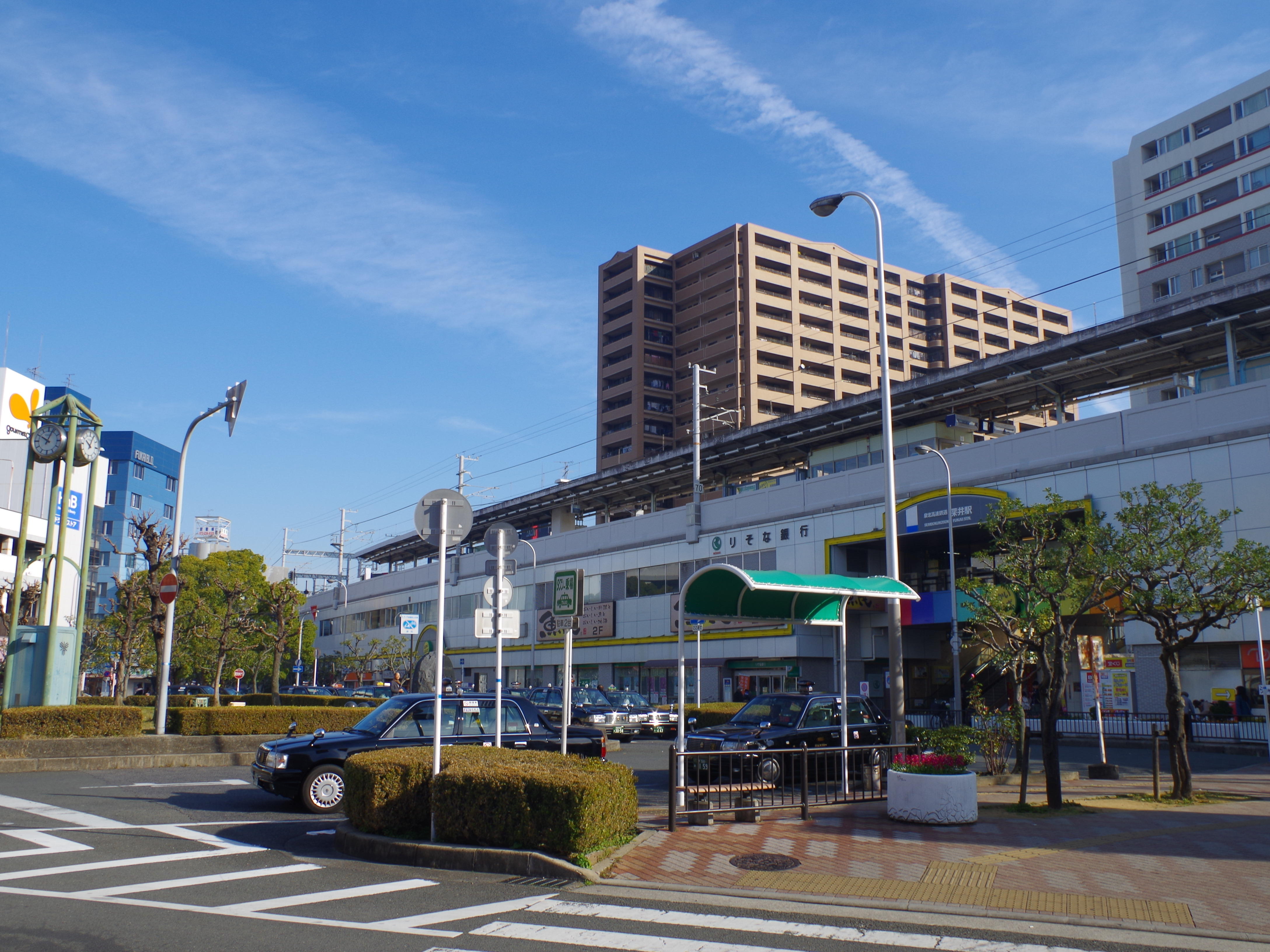
旧泉北高速鉄道線時代の駅舎（2012年12月）

島式ホーム1面2線の高架駅。ホーム有効長は10両分。改札・コンコースは2階にあり、改札口は1ヵ所のみ。ホームは3階にあり、カントが大きいカーブの途中のため、列車は中ほどの車両を除き大きく傾いて停車する。
2013年に発車標が反転式＋LED式併用タイプからLED式に更新された。

### のりば
| 番線 | 路線   | 方向 | 行先               |
| ---- | ------ | ---- | ------------------ |
| 1    | 泉北線 | 下り | 和泉中央方面       |
| 2    | 泉北線 | 上り | 中百舌鳥・難波方面 |

## 利用状況
2019年（令和元年）次の1日平均乗降人員は26,156人（乗車人員：13,099人、降車人員：13,057人）である。この数字は中百舌鳥駅を除く泉北高速鉄道（当時）の駅として5駅中4位であり、「泉北ライナー」停車駅である栂・美木多駅よりも多い。
近年の1日平均乗降・乗車人員の推移は下記の通り。
| 年次   | 1日平均 乗降人員 | 1日平均 乗車人員 | 出典   |
| ------ | ---------------- | ---------------- | ------ |
| 1990年 | 22,353           | 11,201           | [ 9 ]  |
| 1991年 | 23,230           | 11,623           | [ 10 ] |
| 1992年 | 24,557           | 12,312           | [ 11 ] |
| 1993年 | 25,190           | 12,602           | [ 12 ] |
| 1994年 | 25,562           | 12,786           | [ 13 ] |
| 1995年 | 26,254           | 13,087           | [ 14 ] |
| 1996年 | 26,610           | 13,277           | [ 15 ] |
| 1997年 | 25,758           | 12,828           | [ 16 ] |
| 1998年 | 24,996           | 12,430           | [ 17 ] |
| 1999年 | 23,996           | 11,927           | [ 18 ] |
| 2000年 | 23,133           | 11,511           | [ 19 ] |
| 2001年 | 22,394           | 11,147           | [ 20 ] |
| 2002年 | 22,340           | 11,131           | [ 21 ] |
| 2003年 | 22,085           | 11,002           | [ 22 ] |
| 2004年 | 22,155           | 11,040           | [ 23 ] |
| 2005年 | 22,825           | 11,382           | [ 24 ] |
| 2006年 | 23,550           | 11,749           | [ 25 ] |
| 2007年 | 23,622           | 11,790           | [ 26 ] |
| 2008年 | 23,903           | 11,915           | [ 27 ] |
| 2009年 | 23,589           | 11,758           | [ 28 ] |
| 2010年 | 23,687           | 11,807           | [ 29 ] |
| 2011年 | 23,791           | 11,869           | [ 30 ] |
| 2012年 | 24,099           | 12,019           | [ 31 ] |
| 2013年 | 24,804           | 12,380           | [ 32 ] |
| 2014年 | 24,718           | 12,335           | [ 33 ] |
| 2015年 | 25,162           | 12,572           | [ 34 ] |
| 2016年 | 25,206           | 12,605           | [ 35 ] |
| 2017年 | 25,378           | 12,726           | [ 36 ] |
| 2018年 | 25,811           | 12,942           | [ 37 ] |
| 2019年 | 26,156           | 13,099           | [ 38 ] |
| 2020年 | 20,905           | 10,477           | [ 39 ] |

## 駅周辺

### 公共機関
- 堺市中区役所
  - 堺市中保健センター
- 堺市教育文化センター（ソフィア・堺） - プラネタリウム併設
  - 中文化会館
  - 堺市教育センター（プラネタリウムを運営）
  - 堺市立中図書館
  - 堺市立平和と人権資料館（フェニックス・ミュージアム）
- 日本郵便堺中郵便局
- 堺市消防局中消防署
- 大阪府中堺警察署

### 学校
- 大阪府立東百舌鳥高等学校
- 大阪商業大学堺高等学校
- 精華高等学校
- 堺市立深井中学校
- 堺市立深井小学校
- 堺市立東深井小学校
- 堺市立宮園小学校

### 医療機関
- 錦秀会阪和第二泉北病院
- 阪南病院
- ベルランド総合病院
- 堺平成病院

### 商業施設
- 深井プラザ
- グルメシティ深井駅前店
- ロイヤルホームセンター堺店
- ジャパン深井店
- アクロスプラザ堺中央
  - マツゲンアクロスプラザ堺中央店
  - サンドラッグアクロスプラザ堺中央店
- 万代堺深井店
- コノミヤ深井店
- イズミヤ泉北店

### 公園・その他
- モニュメント「躍水」（「やくすい」と読む。井戸水がはねる様子）
  - 1981年、東側ロータリー内に設置。設計は堺市出身の彫刻家 松本鐵太郎[40]。
  - 深井という地名は、諸説あるものの、奈良時代に僧行基が香林寺を建立した際に仏に供える水を得るために深い井戸を掘ったことに由来すると伝えられており、深い井戸から水が懇々と湧きあふれ出ている様子を作品にしたもの。
  - なお、製作にあたっては、コブクロ黒田俊介が、鉄工の下請けであった父親が担当したことを、毎日放送『ごぶごぶ』 2018年11月21日放送回において「あれ、うちの親父が作ったんです。」と紹介した。黒田の父親が言うには、水滴の部分の角度がちょっと違うと指摘され何回も作り直してOKが出た、こだわりの塊みたいなものだとのこと。
- 水賀池公園
- 土塔町公園・土塔・大野寺（行基が建立した四十九院の一つ）
- 原池公園・原池公園体育館
- 野々宮神社（深井だんじり祭りで著名）
- 蜂田神社（鈴の宮）
- 華林寺
- しものファーム
- 府営八田荘住宅

## バス路線
南海バスが発着。のりばは東と西にわかれている。停留所名は「深井駅」。
一般路線は全てすべて東山営業所担当で、西3番のりばに停車する深夜急行バスは堺営業所の担当。この深夜急行バスは中もず駅前発の便のみ乗車可で、梅田・なんば発の便は降車のみ。
南海バスの他には東のりばからデマンド式の堺市乗合タクシーが発着している。
| のりば | のりば | 路線名         | 系統・行先                   | 備考                                   |
| ------ | ------ | -------------- | ---------------------------- | -------------------------------------- |
| 東側   | 1      | 田園線         | 140系統：堺東駅前            |                                        |
| 東側   | 2      | 田園線         | 140・141系統：あみだ池       |                                        |
| 東側   | 2      | 東山・泉ヶ丘線 | 125系統：泉ヶ丘駅            |                                        |
| 東側   | 2      | 北野田・鳳線   | 170系統：鳳駅前              | 本数わずか                             |
| 東側   | 2      | 北野田・鳳線   | 170・172系統：北野田駅前     |                                        |
| 西側   | 3      | 津久野線       | 181系統：津久野駅前          | 朝と夕方以降運行                       |
| 西側   | 3      | 津久野線       | 181V系統：津久野駅前         | 日中運行。堺市立総合医療センター前経由 |
| 西側   | 4      | 堺東・泉ヶ丘線 | 151V系統：伏尾               | 日中運行、本数わずか                   |
| 西側   | 4      | 堺東・泉ヶ丘線 | 152V系統：中老人福祉センター | 日中運行、本数わずか                   |
| 西側   | 4      | 堺東・泉ヶ丘線 | 151V・152V系統：中もず駅前   | 日中運行                               |

## 隣の駅
南海電気鉄道
 泉北線
■区間急行(当駅から和泉中央駅まで各駅に停車)
堺東駅 (NK56)（高野線） - 深井駅 (NK88) - 泉ケ丘駅 (NK89)
■準急行・■各駅停車
中百舌鳥駅 (NK59) - 深井駅 (NK88) - 泉ケ丘駅 (NK89)